# Hydnocarpus venenata
Hydnocarpus venenata är en tvåhjärtbladig växtart som beskrevs av Joseph Gaertner. Hydnocarpus venenata ingår i släktet Hydnocarpus och familjen Achariaceae. Inga underarter finns listade i Catalogue of Life.

## Bildgalleri

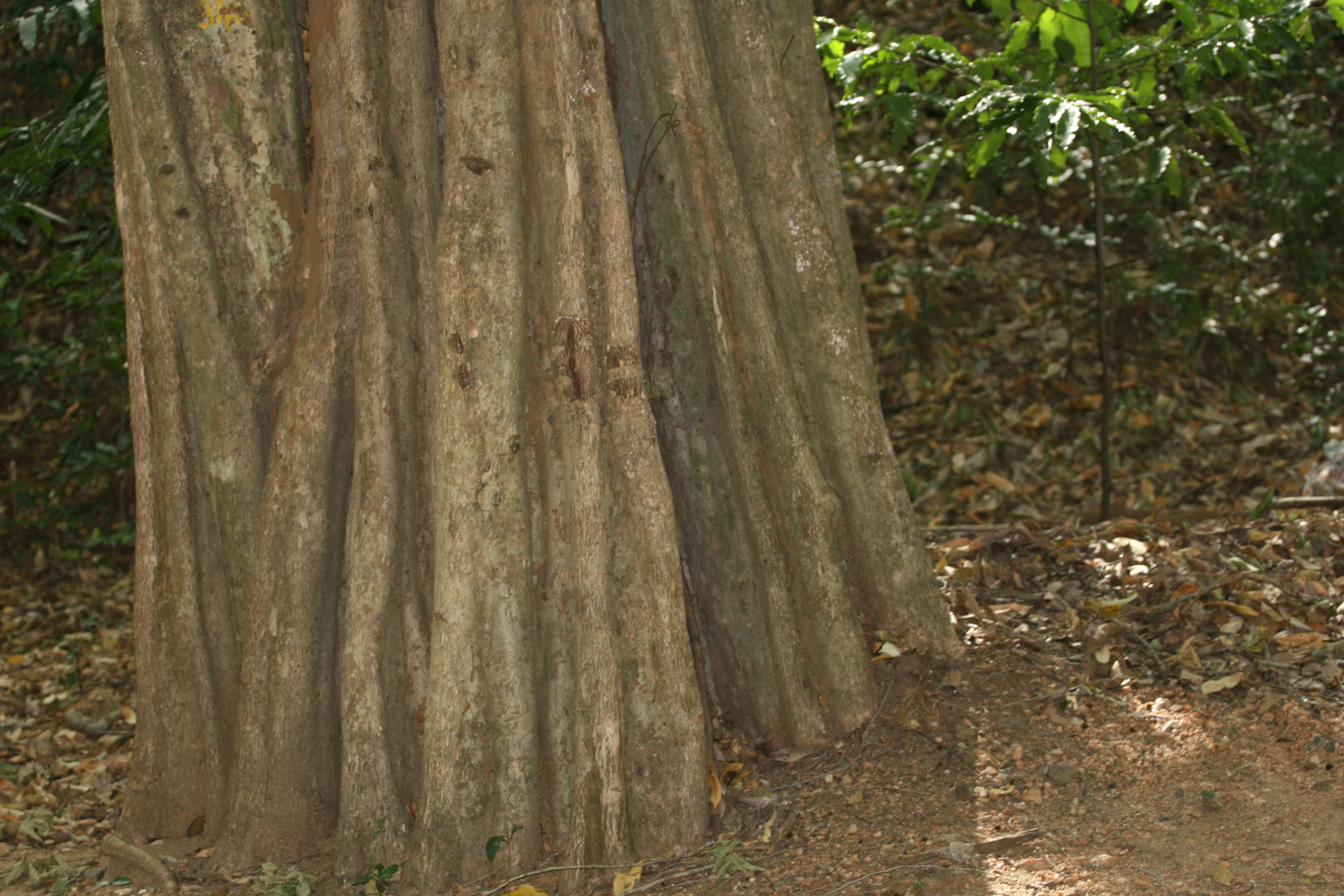